# José Boiteux
José Boiteux é um município do Estado de Santa Catarina, no Brasil. Localiza-se a uma latitude 26º57'30" sul e a uma longitude 49º37'41" oeste, estando a uma altitude de 240 metros. Sua população segundo estimativas do IBGE em 2021 era de 5019 habitantes.
José Boiteux apresenta traços culturais diferenciados dos demais municípios do Alto Vale do Itajaí, pois possui historicamente na constituição de sua gente a participação da etnia indígena Laklãnõ-Xokleng, que habitava a região muito antes da chegada dos colonizadores, bem como das demais etnias, como a italiana, alemã, portuguesa e afrodescendentes que posteriormente ajudaram a formar o rico caldeirão cultural que caracteriza o município hoje.

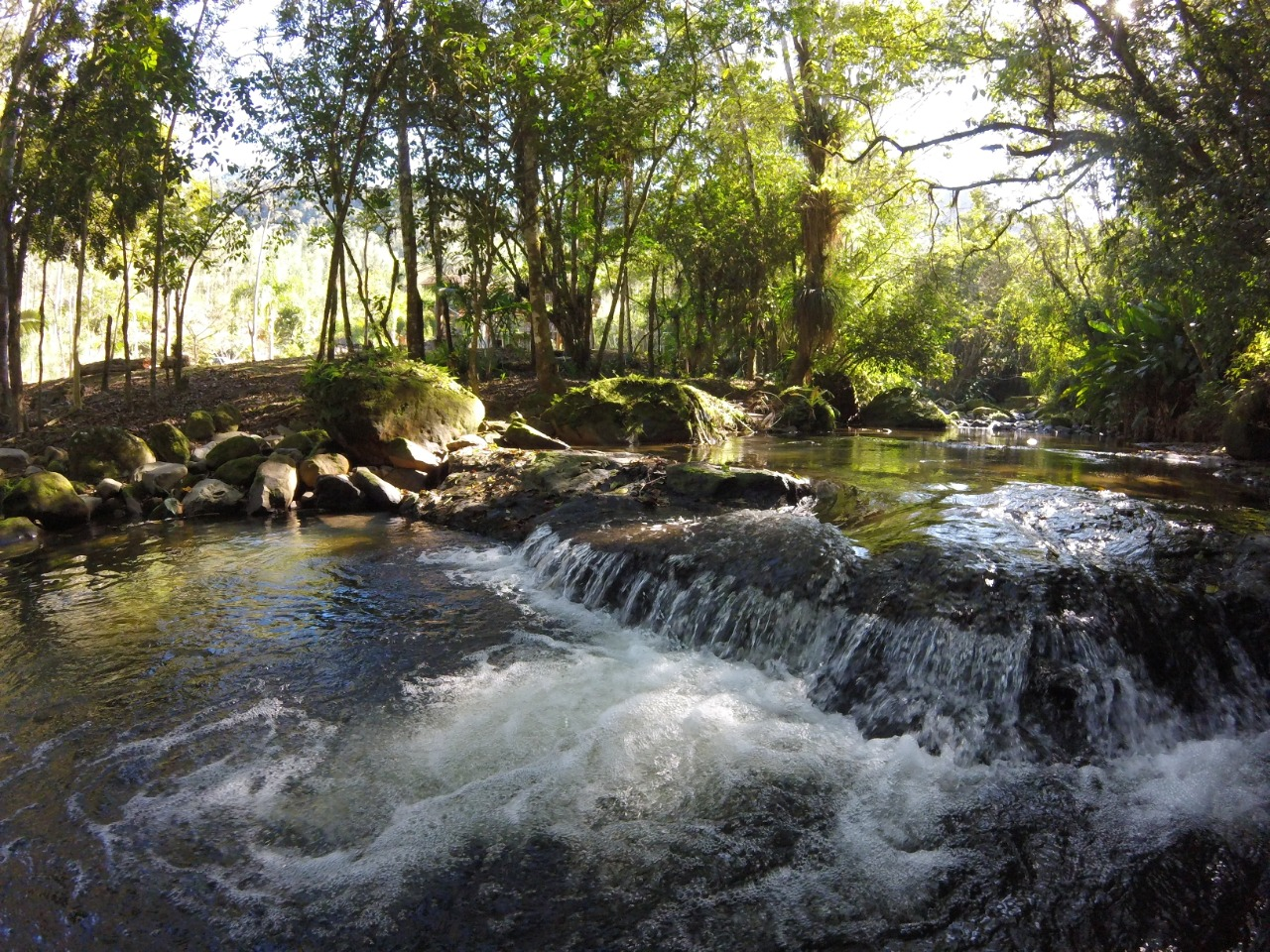
Cachoeira José Boiteux

As arquiteturas diferenciadas do município destacam-se através da Barragem Norte, do antigo moinho de farinha localizado em Barra da Anta, da igreja localizada no centro da cidade e das residências históricas.
As tradições gastronômicas são mantidas pelos descendentes de italianos, que contribuíram com a música e a dança tradicional de seus antepassados. O vinho e a cachaça artesanal são produtos coloniais de raríssima qualidade. Entre os eventos realizados destacam-se a Festa do Índio e a Festa do Município.

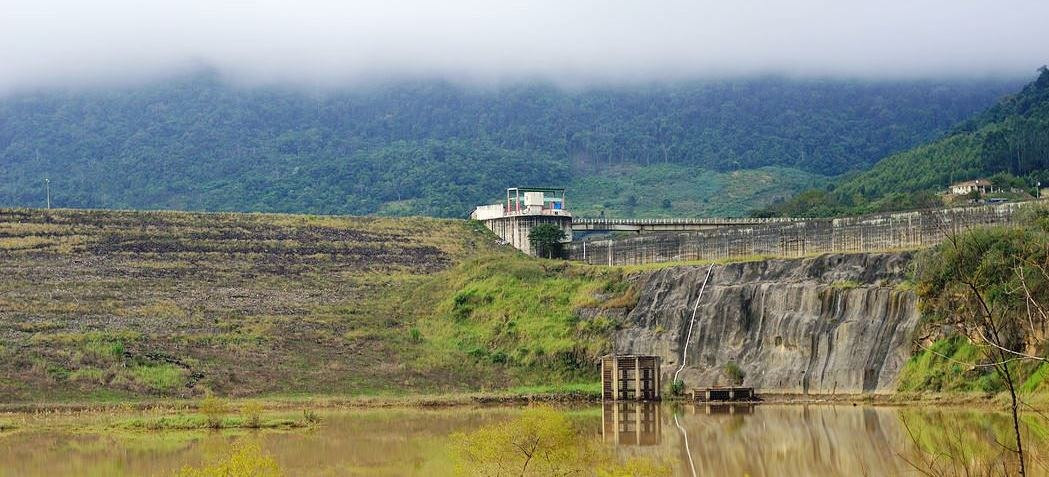
Barragem norte Jose Boiteux

## História
A cidade recebe o nome do jornalista, historiador e político catarinense José Artur Boiteux, nascido na cidade de Tijucas (SC) o qual é considerado o patrono do ensino superior de Santa Catarina. Coincidentemente,  anos mais tarde, a cidade que homenageia este importante intelectual com tal epíteto, terá entre seus cidadãos o primeiro integrante indígena do Brasil a obter um doutorado em linguística no país.
Tradicionalmente habitada por indígenas laklãnõ-xokleng, kaingang e guarani, a região começou a ser explorada em 1920 por descendentes de alemães que foram trazidos da região de Rio do Sul. Ignorando as comunidades originárias que ali residiam a séculos o Estado ao organizar e impor estes novos assentamentos acabou gerando conflitos pelas terras dos indígenas, os quais por estarem política e econômicamente em desvantagem acabaram perdendo seu território e sendo isoladas a força em reservas indígenas afastadas. Por este e outros fatores, em 1926 foi criada a área indígena Ibirama-La Klãnõ, que abrange atualmente parte do território municipal.
Permanecendo como parte do município de Blumenau até 1934, torna-se em seguida distrito de Ibirama em virtude da emancipação daquele espaço geográfico. Em 1958, passou por um primeiro processo de emancipação política, o qual foi considerado inconstitucional, e desse modo, continuou na condição de distrito ibiramense até o final da década de 1980. Criado em 1989 através da Lei Estadual n° 7580 de 26 de abril de 1989 foi definitivamente instalado como município em janeiro de 1990.
Nos anos de 1940 e 50, José Boiteux possuía um número bastante elevado de indústrias de pequena produção mercantil, período que atraiu novos residentes o que diversificou cultural e demograficamente a região, entretanto, com o início dos projetos de contenção de enchentes no vale do Itajaí,  que culminou com a construção da Barragem Norte, a economia local se desmantelou o que provocou a extinção da maioria destas indústrias, (FRAGA, 1997), o impacto econômico e ambiental foi sentido sobretudo na área da Barra do Rio Dollmann e da reserva Indígena Duque de Caxias.
A Terra Indígena Laklãnõ-Xokleng abrange cerca de 40.522,90 ha da área do município e possuía segundo estimativas do Siasi/Sesai do ano de 2013, 2057 habitantes, que equivale  a aproximadamente 40% da população do município, sendo o restante descendentes de europeus.

## Economia
Predominantemente rural, a agropecuária é o carro chefe da economia local, caracterizando-se por pequenas propriedades rurais, em regime de trabalho familiar, sendo que a maior parte da mão de obra empregam-se nestas atividades, que tem como principal fonte de renda o cultivo do fumo em folha, seguindo-se de outras culturas. A pecuária também é atividade de destaque, além da piscicultura e suinocultura que vem ganhando espaço nos últimos anos.
O setor industrial tem como principal atividade as madeireiras, seguido de pequenas indústrias de conserva e algumas facções têxteis, sendo que no setor de comércio e serviços, existe uma rede de serviços que abastece o mercado consumidor local.
Mais recentemente e de forma ainda incipiente, empreendedores locais vêm investindo no turismo rural e de natureza a partir da demanda que surge espontaneamente do fluxo de turistas que buscam o município para escapar da rotina desgastante dos centros urbanos, como a cidade encontra-se relativamente próxima a grandes centros urbanos da região, vem lenta e gradualmente se tornando uma opção de lazer econômicamente mais acessível, segura e tranquila que as disponíveis em centros maiores, as atrações naturais da pequena cidade de José Boiteux se bem exploradas pelo poder público e potenciais investidores da região tem potencial para se tornar em mais uma alternativa econômica para o município.

## Turismo

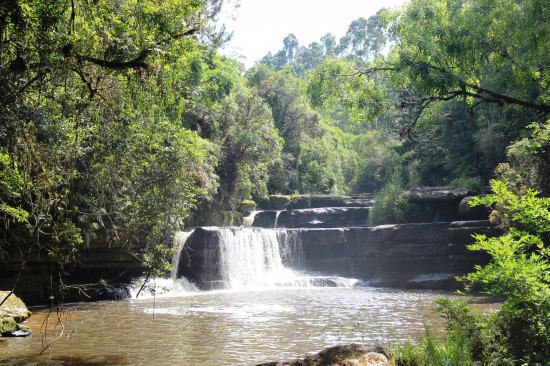
Camping das Cachoeiras em José Boiteux SC

José Boiteux além da sua comunidade acolhedora e rica diversificação cultural se destaca também pela sua exuberante e encantadora natureza, em especial suas belas cachoeiras, dentre as quais, três delas merecem ser destacadas por sua grande beleza natural: Cachoeira do Rio Laeisz, Cachoeira Wiegand e Cachoeira do Encontro.
A cachoeira do Rio Laeisz é a mais impressionante e maior entre as cachoeiras de José Boiteux. A queda despenca no início do cânion do Rio Laeisz e sua altura aproximada é de uns 40 metros. A cachoeira e os paredões do cânion formam um cenário belíssimo. Abaixo da queda forma-se uma piscina natural que começa bem baixinha e fica bem profunda abaixo da queda.

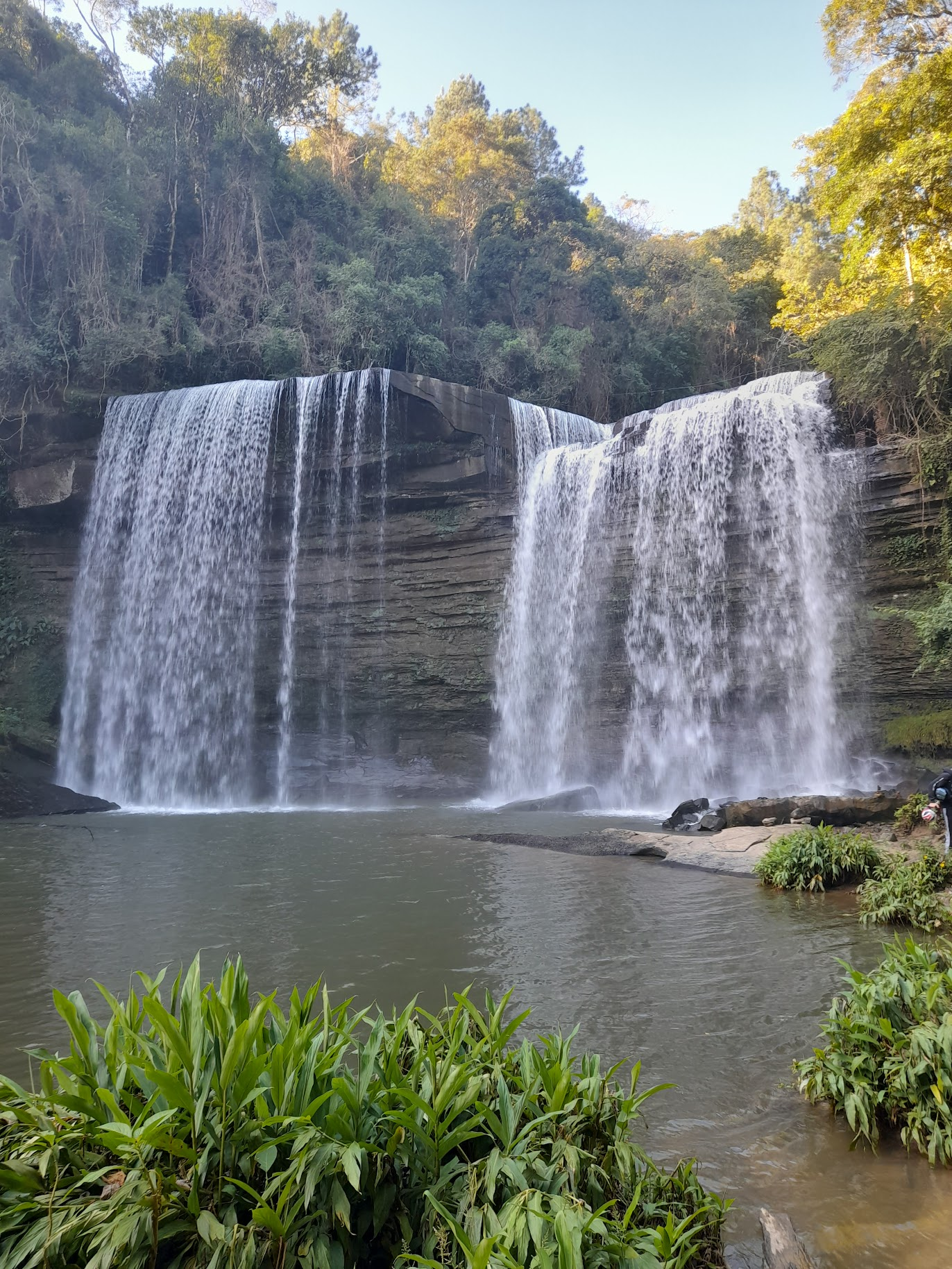
Cachoeira Wiegand José Boiteux

Já a cachoeira Wiegand tem cerca de 20 metros de altura. Seus destaques são a plataforma natural de pedra, o jacuzzi natural (na parte superior) e o fato de poder entrar atrás da queda (na parte inferior).
A cachoeira do Encontro é formada, como o próprio nome explicita, pelo encontro de dois rios que  formam duas cachoeiras, lado a lado, que caem separadas em um mesmo local, formando também uma belíssima piscina natural.
No município e na comunidade indígena existem agências de trilhas e caminhadas com profissionais que guiam turistas pelo interior, no caso da agência existente junto a comunidade indígena é possível conhecer também o interior da terra indígena, através das trilhas existentes.
A trilha da Sapopema é feita junto a mata atlântica com guias  da própria comunidade, contando a história do povo indígena, conhecendo diversas espécies de árvores entre elas a árvore da Sapopema, que era usada para comunicação entre os indígenas na mata.
É possível conhecer também, nas trilhas realizadas com a agência da comunidade, as Cabanas Laklãnõ/Xokleng; Kapug (comida típica); Artesanato indígena; História e Memorial.

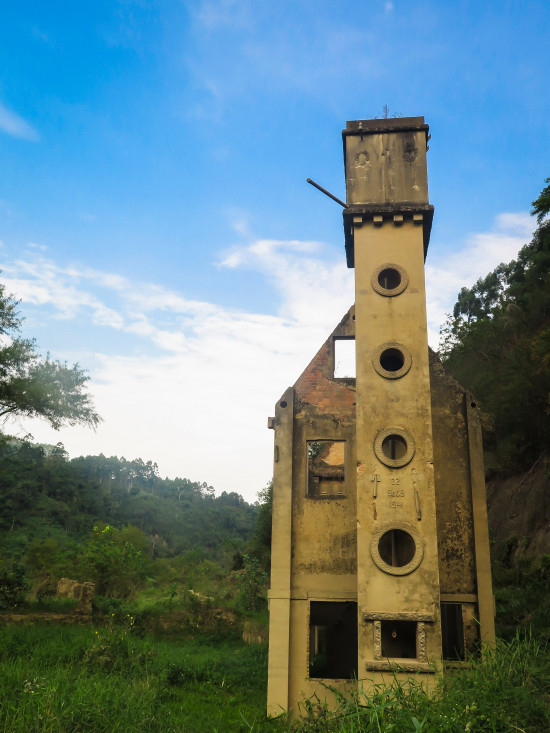
Trilha Brasílio Priprá em José Boiteux

Outra trilha tradicional é a Basílio Priprá, que fica na Aldeia Palmeira e além de contar a história da comunidade, permite conhecer o prédio histórico Dr. Eduardo, oportunizando conhecer também outros aspectos da cultura Laklãnõ-Xokleng e visitar a loja de artesanato indígena existente no local.

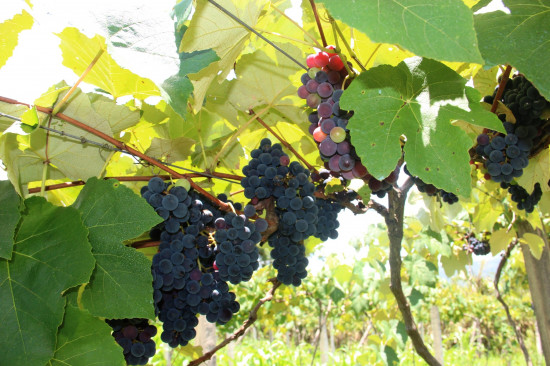
Parreira em José Boiteux

A hospedagem pode ser realizada na área urbana, que possuí restaurantes e pousadas com a rica culinária local, ou em campings próximos as principais atrações, bem como em propriedades rurais do município que atuam no turismo rural, como a propriedade da "Família Lunelli" que possui como traço característico a tradição italiana, alambiques e produtos coloniais típicos  , e da "Família Vendrami" que se destaca pela produção de vinhos, sucos e geléias agroecológicas bem como com passeios junto a parrerais.

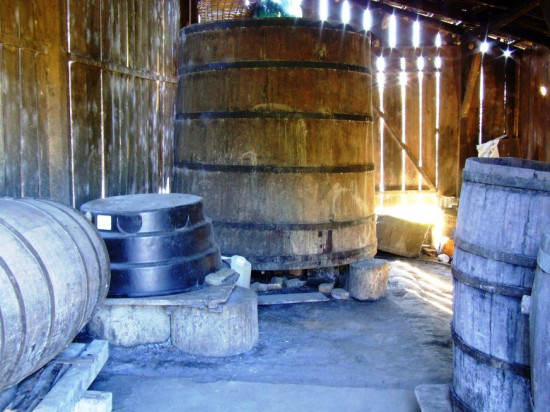
Antigo Alambique

## Personalidades
O educador indígena Nanblá Gakran, nascido no município, membro do povo Laklãnõ-Xokleng, foi um linguista indígena brasileiro de destaque, primeiro integrante indígena do Brasil a obter um doutorado em linguística no país pela UNB, e o segundo a obter um mestrado na mesma área junto a UNICAMP, pós doutor pela UFSC.
Foi professor do departamento de História da UFSC e do curso de pedagogia indígena Xokleng junto a FURB e das escolas indígenas existentes na terra indígena Laklãnõ-Xokleng localizadas no município.
Especialista de destaque mundial no estudo e pesquisa da gramática e língua Laklãnõ, foi um dos desenvolvedores do alfabeto desta nação, e mesmo atuando em diversas instituições governamentais e de educação fora do município, foi nela que passou a maior parte de sua vida, dedicando-se a educação de jovens e adultos, bem como na formação de professores, missão que exerceu até a sua morte.
Também atuou como membro (conselheiro) do Conselho Estadual dos Povos Indígenas de Santa Catarina CEPIN/SC. Membro do Fórum Estadual da Educação FEE/SC e membro (conselheiro) do Conselho Estadual da Saúde CES/SC.